# Набарніс
Набарніс, Наварніс (баск. Nabarniz (офіційна назва), ісп. Navárniz) — муніципалітет в Іспанії, у складі автономної спільноти Країна Басків, у провінції Біская. Населення — 231 особа (2009).
Муніципалітет розташований на відстані близько 340 км на північ від Мадрида, 28 км на схід від Більбао.
На території муніципалітету розташовані такі населені пункти: (дані про населення за 2009 рік)
- Елехальде: 85 осіб
- Ікасурієта: 20 осіб
- Інчауррага: 32 особи
- Лекеріка: 26 осіб
- Меріка: 46 осіб
- Урібаррі-Сабалета: 22 особи

## Демографія
Динаміка населення (INE ):

## Галерея зображень

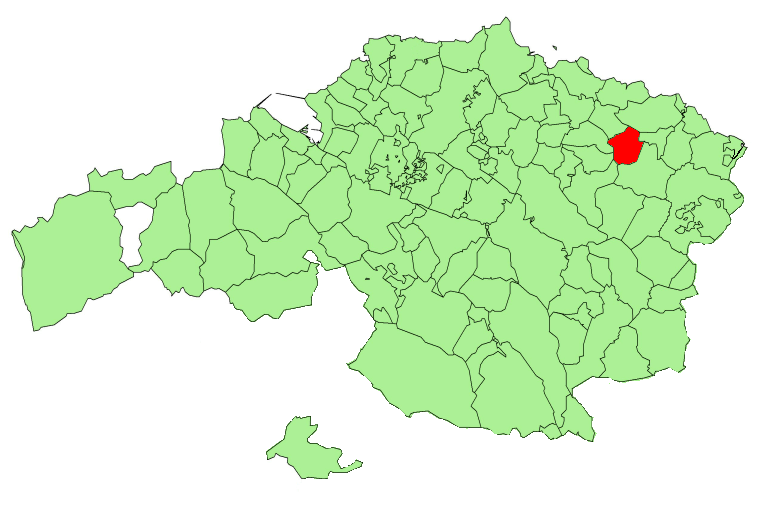
Розташування муніципалітету
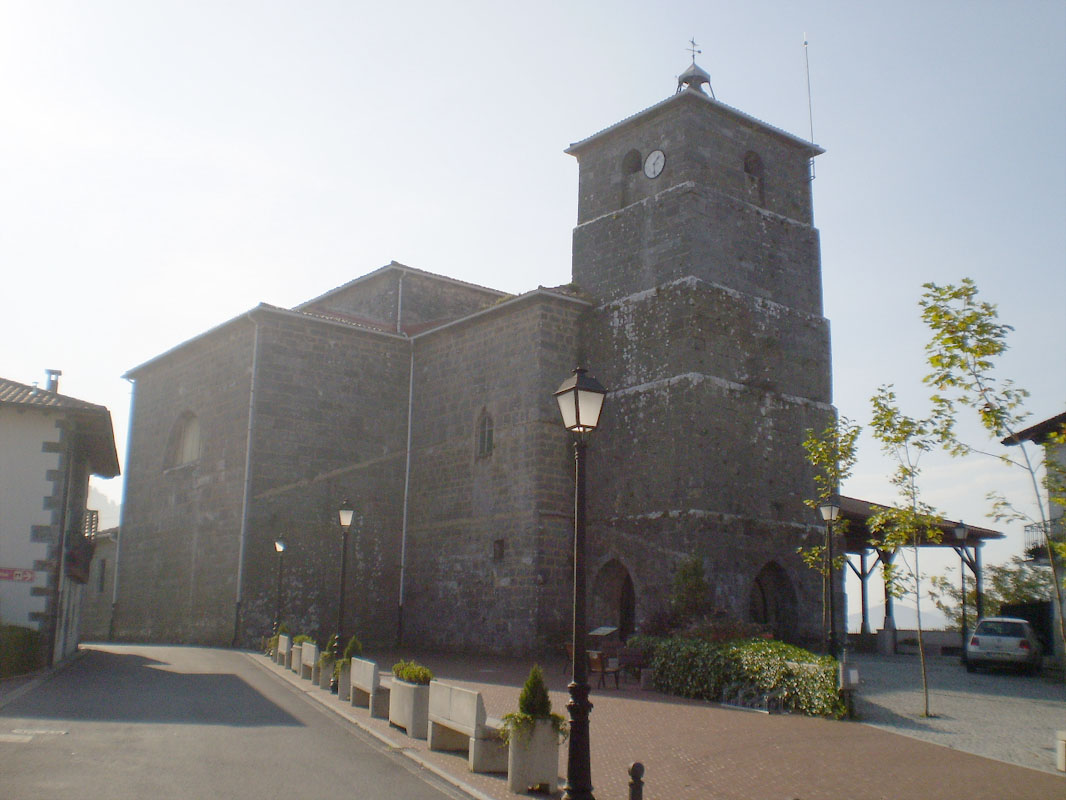
Церква Санта-Марія-де-Горрітіс, Елехальде